# 15026 Davidscott
15026 Davidscott è un asteroide della fascia principale. Scoperto nel 1998, presenta un'orbita caratterizzata da un semiasse maggiore pari a 2,5972681 UA e da un'eccentricità di 0,1702293, inclinata di 5,49103° rispetto all'eclittica.